# Juan Escóiquiz
Juan Escóiquiz Mezeta (Ocaña, 14 de julio de 1747-Ronda, 19 de noviembre de 1820) fue un escritor, preceptor y canónigo español. 

## Biografía
Su madre fue la hidalga vizcaína Teresa de Mezeta, su padre, el teniente general al servicio del rey Carlos III Juan Martín de Escóiquiz. Juan, primogénito de esta pareja, no nació en Aoiz, sino en Ocaña, provincia de Toledo, como él mismo escribe en sus memorias, el 14 de julio de 1747, villa de la que pasó a los cuatro años a la plaza de Orán comandada por su padre, hasta que este murió. Allí se formó no solo en latín y gramática, sino con el aprendizaje de las armas, carrera a la que el padre lo destinaba. Pero al fallecer éste su viuda volvió a su lugar de origen, Guernica, aunque enseguida partió Juan a completar su educación en el colegio de los jesuitas en Toulouse. Allí llegó a dominar por completo la lengua francesa y perfeccionó su latín y fue miembro de la Real Sociedad Bascongada de Amigos del País.
Juan fue admitido como paje al servicio del rey como pago a los servicios del padre, pero optó por ordenarse sacerdote, aunque una vez en sotana se le entabló un proceso canónico por andar amancebado, como cuenta Godoy en sus Memorias.  Al cabo de seis años de estancia palatina, en 1767 el Carlos III le otorgó una pingüe canonjía en la catedral de Zaragoza que desempeñó durante dos decenios. Tan larga permanencia zaragozana la aprovechó para adquirir algún conocimiento de la lengua y literatura inglesas, si bien sus traducciones de esta lengua son en realidad retraducciones desde el francés (por ejemplo, su versión de El Paraíso perdido de John Milton se hizo desde la francesa de Jacques Delille (1805); y, aunque tiene el mérito de haberse hecho en verso rimado, el traductor reconoce que es una adaptación censurada por él mismo para no ofender los dogmas y ritos de la Iglesia católica. Esta edición apareció en Bourges: imprenta de J. B. C. Souchois, 1813, tres vols., y tuvo bastante fortuna, pues se reimprimió a lo largo de los siglos XIX (1833, 1844, 1862, 1882, 1883, 1886, 1890–1891) y XX (1905, 1913, 1957, etc.), en ocasiones, como en 1960 (Barcelona, Maucci) con los grabados de Gustave Doré. 
Políglota y culto también tradujo obras del poeta prerromántico inglés Edward Young (Pensamientos nocturnos), en un muy expresivo verso castellano, y del francés Louis Cotte, entre otros. Aparte de estas traducciones es autor de algunos libros como Tratado de obligaciones del hombre y México conquistada. Poema heroyco (1798), un poema épico culto en octavas reales que narra la hazaña de Hernán Cortés en tres volúmenes. En el revolucionario año de 1789 falleció su hermano, segundo teniente de Guardias Españolas, y pidió una plaza de sumiller de Cortina, que concedió el recién entronizado rey Carlos IV. Intrigó en busca del favor del valido Manuel Godoy y dedicó su México conquistada al Rey. El fallecimiento del famoso padre Felipe Scío de San Miguel, traductor oficial de la Biblia al español, aprovechó la oportunidad para ocupar uno de sus cargos en 1795, el de maestro y preceptor del príncipe de Asturias, el futuro Fernando VII, lo que logró merced al apoyo de su luego enemigo Godoy. En efecto, dedicó su cercanía a Fernando para intrigar constantemente contra el valido al tiempo que lo adulaba externamente, al menos hasta 1798, en que Godoy padeció una momentánea caída en el favor de los reyes. Jugando siempre a dos barajas, incluso logró que Jovellanos, durante su visto y no visto desempeño de la cartera de Gracia y Justicia, lo agraciase con el arcedianato de Loja, que acarreaba además un puesto relevante en el cabildo de Murcia, aunque in absentia.
Siempre con el propósito de ascender en favor, Escóiquiz se atrajo la veleidosa confianza de la reina María Luisa, a cambio de vigilar los movimientos de su dudoso primogénito, feroz odiador de Godoy. Incluso escribió un ilustrado informe de pretensiones regeneradoras a la Reina, calcado de otro antes enviado a Godoy. Fue bien visto por la reina y se encontró más cerca de una privanza, valimiento o ministerio universal, como habían alcanzado otros eclesiásticos antes que él con otros monarcas. Pero se enredó en su propio juego y en enero de 1800 Carlos IV sospechó algo cuando su hijo Fernando le pidió asistir al Consejo Real; así que le envió por intrigante al destierro dorado del arcedianato de Alcaraz, con una canonjía adscrita en la rica diócesis toledana. Sin embargo, el canónigo seguía amancebado con Robustiana Infante y tuvo de ella dos hijos que fueron entregados a la inclusa de Valladolid. Vuelto a la inactividad, de nuevo frecuentó las Musas y produjo algunos escritos que permanecieron inéditos esta vez.
Aprovechando la creciente impopularidad de Manuel Godoy, llegó incluso a negociar en 1807 una boda de Fernando con algún familiar de los Bonaparte, para lo cual se vio en secreto en Madrid con el embajador marqués de Beauharnais. También publicó folletos justificativos de su actitud política sobre la Conspiración de El Escorial (noviembre de 1807), en la que participó activamente con el fin de deponer a Carlos IV; pero, denunciado por el propio Fernando VII, fue encarcelado y condenado a comienzos de 1808 al destierro en el monasterio cordobés de San Basilio del Tardón, pero apenas estuvo unas semanas tratado a cuerpo de rey. El Motín de Aranjuez (19 de marzo de 1808) lo devolvió victorioso a Madrid, donde su antiguo discípulo, ya Rey, le concedió la Gran Cruz de Carlos III y lo incluyó en su camarilla. Tras la coronación, el rey le ofreció los cargos de Inquisidor General y ministro de Gracia y Justicia, pero solo aceptó ser consejero de Estado. Fue pronapoleónico incluso tras el comienzo de la guerra de la Independencia (1808-1814), pero tras las abdicaciones de Bayona, y siempre en defensa de Fernando VII como miembro de su camarilla, se desengañó tardíamente de las verdaderas intenciones de Bonaparte y le escribió revelándole los males que le esperaban si pretendía quedarse con España. Ya en el exilio permaneció dos años en Valençay con toda la familia real: Fernando, su hermano Carlos María Isidro y el tío de ambos, el infante Antonio. A causa de sus nuevas intrigas, le permitieron marchar a París como gracia del Emperador; allí empezó de nuevo a conspirar fraguando una coalición antinapoleónica, que desbarató enseguida alguien aún más intrigante que él, el encargado de la seguridad del Emperador, Fouché. Bonaparte le tenía simpatía y por eso no fue ejecutado, sino conducido a confinamiento en Bourges. Allí consiguió publicar en 1813, como se ha dicho, su retraducción del Paradise Lost (El paraíso perdido) de John Milton. Logró un permiso para regresar a fines de 1813 a Valençay a fin de negociar el tratado homónimo por el que Fernando VII recuperaba el trono español que había vendido por una pensión, mientras se vertía sangre a raudales por él en España. Tras el Manifiesto de los Persas el monarca lo agasajó con el cargo de Gracia y Justicia, pero de nuevo cayó en desgracia y en el mismo año de 1814 el monarca lo recluyó en una fortaleza de Murcia.
De ahí lo sacó para nombrarlo bibliotecario mayor y director de la Biblioteca Real; pero de nuevo sufriendo otra caída en desgracia, si bien incluso en esos momentos seguía enviando informaciones a Fernando VII, siendo uno de los primeros realistas en conocer la trama del levantamiento de Riego por sus investigaciones en el pueblo de Ronda donde fue recluido, ya definitivamente, y donde murió en 1820. Publicó una Apología de la Inquisición y, finalmente, Las cuarenta verdades sobre la Constitución de Cádiz, siempre siguiendo su pensamiento político ultramontano.

## Órdenes y empleos

### Órdenes
- Caballero Gran Cruz de la Orden de Carlos III.[4]
- Cruz de distinción de El Escorial.[5]
- Cruz de distinción de Valençay.[5]

### Empleos
- Consejero de Estado.[4]
- Sumiller de Cortina.[4]
- Arcediano de Talavera.[6]
- Dignidad de la catedral de Toledo.[6]
- Cánonigo de la catedral de Zaragoza.[7]
- Bibliotecario Mayor de Su Majestad.[6]

## Obras
- Traducción de Edward Young, Las noches, 1789.
- Trad. del abate Antoine Sabatier de Castres, El amigo de los niños
- Trad. de Pigault-Lebrun, Monsieur Botte.
- Tratado de las Obligaciones del Hombre, Madrid: Imprenta Real, 1795; se trata de una traducción-adaptación de un original francés, muy reimpreso, por caso Valladolid, Imprenta de la Viuda de Roldán, 1837; ampliado posteriormente por J. P. y por Martínez de Aguilar entre otros, durante todo el siglo XIX.
- Carta de Juan de Escoiquiz pidiendo ayuda económica para imprimir su poema México conquistada, 1797.
- Representación escrita por el Señor Don Juan de Escoiquiz maestro del Señor D. Fernando VII acerca de la causa del Escorial; ... Acusación puesta por D. Simón de Viegas... Defensa de dicho Señor Escofer escrita por... D. Juan de Madrid Davila y una representación hecha por... D. Simón de Viegas...: piezas interesantes a la historia de España en estos Reynados... [Cádiz]: Manuel Ximenez Carreño, 1809.
- México Conquistada: Poema Heroico, Madrid: Imprenta Real por Don Pedro Julián Pereyra, 1798, 3 vols.
- Manifiesto de los intensos afectos de dolor, amor y ternura del augusto combatido corazón de nuestro invicto Monarca Fernando VII, exhalados por triste desahogo en el seno de su estimado maestro y confesor el señor Escoiquiz... S. i. s. a.
- "Copia de una carta de Escoiquiz à los Españoles, que tiene prevenida para si la buena ventura la conduce à las manos de algún verdadero Español", en Correo político y literario de Salamanca 1808.
- Traducción de John Milton, El paraíso perdido, Bourges, 1813; reimpresa en Madrid, 1814, Barcelona, Imprenta Sucesores de N. Ramírez y Cía., 1833 y Madrid, 1844.
- Memorias de D. Juan de Escoiquiz: 1807-08 Edición de Antonio Paz y Meliá, Madrid: Tip. de la "Rev. de Arch., Bibl. y Museos", 1915.
- Idea sencilla de las razones que motivaron el viage del rey don Fernando VII a Bayona en el mes de abril de 1808, dada al público de España y de Europa por el excelentísimo señor don Juan Escoiquiz etc. etc. para su justificación y la de las demás personas que componían entonces el Consejo privado de S. M. contra las imputaciones vagas de imprudencia ó ligereza divulgadas contra ellos por algunos sugetos poco instruidos de las expresadas razones, acompañadas de una noticia breve de los sucesos y negociaciones de Valençay, hasta la vuelta de S. M. á España Madrid: Imprenta Real, 1814. Su segunda edición ampliada con una respuesta al P. Ceballos: Observaciones sobre la obra del Excmo. Sr. D. Juan Escóiquiz (Madrid, 1814) lleva el título Idea sencilla... a lo que se añade en esta edición una nota en respuesta a cierto impreso del Marqués de Manca y una breve contestación a otro del Excmo. Sr. D. Pedro Ceballos (Madrid, 1814) fue traducida al francés (1814 y 1816), al alemán (1814) y al italiano (1815).
- La rebelión de Riego: información epistolar de don Juan de Escoiquiz a Fernando VII  Viuda de Estanislao Maestre, 1943.
- Las cuarenta verdades sobre el planteamiento de la Constitución, Ronda, 1820 y Madrid, 1820.
- Impugnación de una memoria contra la Inquisición
- Manifiesto de los procedimientos del Consejo Real en los gravísimos sucesos ocurridos desde octubre, Madrid, 1808
- Memorias, ed. de Antonio Paz y Meliá, Madrid, Tipografía de la Revista de Archivos, Bibliotecas y Museos, 1915 (ed. en Memorias de tiempos de Fernando VII, Madrid, Atlas, 1957, Biblioteca de Autores Españoles, XCVII; ed. con pról. de J. R. Urquijo, Sevilla, Renacimiento, 2007)
- Memorias de Napoleón en Santa Elena, manuscrito inacabado.